# Aaron Schock
Aaron Jon Schock (sinh ngày 28 tháng 5 năm 1981) là một cựu chính khách người Mỹ, từng là Đại diện Hoa Kỳ của Đảng Cộng hòa cho Khu vực quốc hội số 18 của Illinois từ năm 2009 đến năm 2015. Khu vực này có trụ sở tại Peoria và bao gồm một phần của Springfield. Ông là thành viên đầu tiên của Quốc hội Hoa Kỳ sinh năm 1980; Khi ông ngồi vào năm 2009, ông là thành viên trẻ nhất của Quốc hội. Trước đây, Schock đã phục vụ hai nhiệm kỳ tại Hạ viện Illinois, cũng là thành viên trẻ nhất của nó.
Schock đã từ chức tại Quốc hội vào tháng 3 năm 2015 trong bối cảnh vụ bê bối liên quan đến việc ông sử dụng các quỹ công khai và chiến dịch. Một cuộc điều tra về đạo đức của quốc hội sau đó "tiết lộ rằng ông đã sử dụng tiền của người nộp thuế để tài trợ cho các chuyến đi và sự kiện xa hoa". Vào tháng 11 năm 2016, một bồi thẩm đoàn liên bang đã truy tố ông liên quan đến vụ bê bối. Sau khi ông cam kết không phạm tội, các công tố viên đã đạt được thỏa thuận truy tố hoãn lại với ông vào tháng 3 năm 2019, theo đó tất cả các cáo buộc chống lại ông đã được trả lại cho thời gian có hành vi tốt và trả 100.000 đô la tiền bồi thường. Là một phần của thỏa thuận, ủy ban chiến dịch Schock, Schock cho Quốc hội, cũng đã nhận tội đối với một số tội nhẹ vì không báo cáo đúng chi phí.
Schock đã có một hồ sơ bỏ phiếu về các quyền LGBTQ luôn phản đối. Ông công khai là người đồng tính vào tháng 3 năm 2020.

## Tính dục
Từ năm 2004, các phương tiện truyền thông đã đặt câu hỏi về xu hướng tính dục của Schock liên quan đến hồ sơ bỏ phiếu bảo thủ xã hội của ông. Trong một cuộc phỏng vấn với Details năm 2009, Schock nói rằng ông không phải là người đồng tính.
Vào tháng 1 năm 2014, nhà báo Itay Hod đã đăng một bài đăng trên trang Facebook cá nhân của mình cáo buộc một nghị sĩ đảng Cộng hòa từ Illinois bỏ phiếu chống lại quyền đồng tính, trong khi tắm với bạn cùng phòng nam và ghé thăm các quán bar đồng tính. The New York Times tuyên bố rằng bài đăng "có thể được mô tả là mục mù rõ ràng nhất thế giới" và các phương tiện truyền thông coi bài đăng là một outing của Schock.
Vào tháng 4 năm 2019, Schock được chụp ảnh tại Liên hoan âm nhạc và nghệ thuật Thung lũng Coachella với một số người đồng tính nam, và một đoạn video được công khai cho thấy Schock hôn và thân mật một người đàn ông khác trong cùng một sự kiện. Vào tháng 6 năm 2019, một đoạn video đã được phát hành cho thấy Schock típ một vũ công nam go-go tại một quán bar đồng tính ở Zona Rosa, Mexico City. Vào tháng 10 năm 2019, Schock đã được nhìn thấy và chụp ảnh tại một bữa tiệc khiêu vũ dành cho những người đồng tính nam ở Los Angeles. Hành động của Schock đã thu hút sự lên án từ các nhà hoạt động vì quyền của người đồng tính do lập trường chính trị trong quá khứ và bỏ phiếu về các vấn đề đồng tính.
Schock công khai là người đồng tính trong một bài đăng trên Instagram vào ngày 5 tháng 3 năm 2020, cũng như trong một tuyên bố được đăng trên trang web của mình.